# 620
620 (DCXX) fue un año bisiesto comenzado en martes del calendario juliano, en vigor en aquella fecha.

## Acontecimientos
- En el conflicto entre el Imperio bizantino y el sasánida, la ciudad de Ancyra pasa a poder de los persas.

## Nacimientos
- Teodardo de Maastricht, obispo.

## Fallecimientos
- Finbar, obispo de cork, canonizado.
- Abán de Magheranoidhe, sacerdote y rey de Leinster, canonizado.